# Aughton (West Lancashire)
Aughton – wieś w Anglii, w hrabstwie Lancashire, w dystrykcie West Lancashire. Leży 46 km na zachód od miasta Manchester i 295 km na północny zachód od Londynu. W 2001 miejscowość liczyła 8342 mieszkańców. Aughton wspomniana jest w Domesday Book (1086) jako Achetun.